# Þáttr
En Þáttr (norrønt pl: þættir ; da: 'tot', 'totter' ; tidl. også 'taatter') er en kort anekdotisk islandsk saga i prosa, en kort selvstændig fortælling som indgår i en større fortælling.
Totter er skrevet i samme periode som de længere islændingesagaer, det vil sige i 12- og 1300-tallet, og skildrer samme emne: islændinge hjemme og ude i perioden fra landnam til kristningen af Island (o. 875-1030), i nogle tilfælde også fra senere i 1000-tallet.
Der findes også flere þættir som i stil og indhold mere ligner fornaldersagaerne.
Et konservativt skøn er at det findes 75-100 totter. Et stort men ikke helt sammenfaldende antal totter findes i Guðni Jónssons udgave af islændingesagaerne (Íslendinga sögur) fra 1946 og i udgaven Íslenzk fornrit fra Hið íslenzka fornritafélag.

## Íslendinga þættir
- Albani þáttr ok Sunnifu
- Arnórs þáttr jarlaskálds
- Auðunar þáttr vestfirzka
- Bergbúa þáttr
- Bolla þáttr Bollasonar
- Brandkrossa þáttr
- Brands þáttr örva
- Draumr Þorsteins Síðu-Hallssonar
- Egils þáttr Síðu-Hallssonar
- Einars þáttr Skúlasonar
- Eiríks þáttr rauða
- Geirmundar þáttr
- Gísls þáttr Illugasonar
- Grœnlendinga þáttr (I)
- Grœnlendinga þáttr (II)/Einars þáttr Sokkasonar
- Gull-Ásu-Þórðar þáttr
- Gunnars þáttr Þiðrandabana
- Halldórs þáttr Snorrasonar inn fyrri
- Halldórs þáttr Snorrasonar inn síðari
- Hallfreðar þáttr vandræðaskálds
- Hauks þáttr hábrókar
- Hrafns þáttr Guðrúnarsonar
- Hreiðars þáttr
- Hrómundar þáttr halta
- Íslendings þáttr sögufróða
- Ívars þáttr Ingimundarsonar
- Jökuls þáttr Búasonar
- Kjartans þáttr Ólafssonar
- Kristni þáttr
- Kumlbúa þáttr
- Mána þáttr skálds
- Odds þáttr Ófeigssonar
- Orms þáttr Stórólfssonar
- Óttars þáttr svarta
- Rauðs þáttr hins ramma
- Rauðúlfs þáttr
- Rögnvalds þáttr ok Rauðs
- Sneglu-Halla þáttr
- Steins þáttr Skaptasonar
- Stefnis þáttr Þorgilssonar
- Stjörnu-Odda draumr
- Stúfs þáttr inn meiri
- Stúfs þáttr inn skemmri
- Svaða þáttr ok Arnórs kerlingarnefs
- Sveins þáttr ok Finns
- Þiðranda þáttr ok Þórhalls
- Þorgríms þáttr Hallasonar
- Þorleifs þáttr jarlaskálds
- Þormóðar þáttr
- Þorsteins þáttr Austfirðings
- Þorsteins þáttr forvitna
- Þorsteins þáttr Síðu-Hallssonar
- Þorsteins þáttr skelks
- Þorsteins þáttr stangarhöggs
- Þorsteins þáttr sögufróða
- Þorsteins þáttr tjaldstœðings
- Þorsteins þáttr uxafóts
- Þorvalds þáttr tasalda
- Þorvalds þáttr víðförla
- Þorvarðar þáttr krákunefs
- Þórarins þáttr Nefjólfssonar
- Þórarins þáttr ofsa
- Þórarins þáttr stuttfeldar
- Þórhalls þáttr knapps
- Ævi Snorra goða
- Ögmundar þáttr dytts (også kendt som Gunnars þáttr helmings)
- Ölkofra þáttr

## Legendariske þættir
- Ásbjarnar þáttr Selsbana
- Helga þáttr ok Úlfs
- Helga þáttr Þórissonar
- Norna-Gests þáttr
- Ragnarssona þáttr
- Sörla þáttr
- Tóka þáttr Tókasonar
- Völsa þáttr
- Þorsteins þáttr bæjarmagns

## Andre þættir
- Brenna Adams byskups
- Eindriða þáttr ok Erlings
- Eymundar þáttr hrings
- Eymundar þáttr af Skörum
- Hálfdanar þáttr svarta
- Haralds þáttr grenska
- Haralds þáttr hárfagra
- Hemings þáttr Áslákssonar (to versioner)
- Hróa þáttr heimska
- Ísleifs þáttr byskups
- Knúts þáttr hins ríka
- Orkneyinga þáttr
- Otto þáttr keisara
- Ólafs þáttr Geirstaðaálfs
- Styrbjarnar þáttr Svíakappa